# Yalda Hakim
Yalda Hakim (Afganistán, 1983) es una periodista australiana de origen afgano. 
Siendo niña, su familia emigró de Afganistán después de la invasión soviética. En 1987 llegan a Australia, donde Hakim se formaría. Estudió en la Macarthur Girls High School de Parramatta y posteriormente en la Universidad de Macquarie, graduándose en periodismo. Trabajó en la SBS para el programa Dateline. En 2012 entró en el canal BBC World News, donde presentó varios programas (destaca la entrevista realizada al presidente de Afganistán, Hamid Karzai). Actualmente presenta el programa Impact.  
Habla seis idiomas: inglés, persa, urdu, hindi, persa dari y pastún.